# Чарльз Бест
Чарльз Герберт Бест (англ. Charles Herbert Best; 27 лютого 1899, Пембрук, Мен, США — 31 березня 1978, Торонто, Канада) — канадський лікар і фізіолог. Член Лондонського королівського товариства (1938), іноземний член Національної академії наук США (1950).

## Біографія
Чарльз Герберт Бест Народився 27 лютого 1899 року в Пембруку, штат Мен в сім'ї Луелли Фішер і Герберта Вестіса Беста, канадського лікаря з Нової Шотландії. Бест виріс в Пембруку, а в 1915 році відправився в Торонто вивчати медицину.
Бест одружився з Маргарет Хупер Махон в Торонто в 1924 році, й у них народилося двоє синів. Один з синів, Генрі Бест, був відомим істориком, згодом став президентом Лаврентійського університету в Садбері, провінція Онтаріо. Другим сином Беста був Чарльз Олександр Бест, канадський політик і генетик.
Його батько, Герберт Бест, був лікарем у місті Нової Англії в штаті Мен з обмеженими економічними можливостями, обмеженими в основному упаковкою сардин. Його мати, Лулу Ньюкомб, пізніше Лулу Бест, не працювала, проте була схильна співати і грати на музичних інструментах. До того часу, коли Чарльз досяг повноліття, він вибирав між Університетом Макгілла і Університетом Торонто, сімейні зв'язки переконали його продовжити навчання в Торонто. Сімейна хвороба керувала дослідницькими інтересами доктора Беста, в результаті чого його тітка Анна померла від діабету, що зробило на нього глибокий вплив. Саме з цієї причини, поряд з тим, що його батько був лікарем, він вирішив навчатися в Університеті Торонто і готуватися стати лікарем. Його університетське навчання було перервано після першого курсу в Університеті Торонто на факультеті фізіології та біохімії, коли почалася Перша світова війна. Тут він служив піхотинцем, проте дослужився до звання виконуючого обов'язки старшини. Після служби він врешті-решт повернувся в Торонто, але сильно відставав у навчанні. Однак, як він стверджує, найбільший момент у його житті настав після повернення до університету, коли він зустрів свою пізнішу дружину Маргарет Махон (1900—1988).
Він помер 31 березня 1978 року в Торонто, провінція Онтаріо. Бест похований на кладовищі Маунт-Плезант в Торонто (секція 29) недалеко від сера Фредеріка Бантінга.

## Спільне відкриття інсуліну
Бест переїхав в 1915 році в Торонто, провінція Онтаріо, де почав вчитися на бакалавра мистецтв в Університету Торонто. У 1918 році він завербувався в канадську армію, служачи у 2-му канадському танковому батальйоні. Після війни він отримав ступінь з фізіології та біохімії.
Будучи 22-річним студентом-медиком Університету Торонто, він працював асистентом хірурга доктора Фредеріка Бантінга і зробив свій внесок у відкриття панкреатичного гормону інсуліну, який призвів до ефективного лікування діабету. Навесні 1921 року Бантінг відправився в Торонто відвідати професора фізіології Торонтського університету Джона Маклеода і запитав його, чи може він використовувати свою лабораторію для виділення екстрактів підшлункової залози у собак. Маклауд спочатку поставився до цього скептично, але врешті-решт погодився, перш ніж виїхати у відпустку на літо. Перед від'їздом до Шотландії він надав Бантінгу десять собак для експериментів і двох студентів-медиків, Чарльза Беста і Кларка Нобла, в якості лаборантів.
Оскільки Бантингу був потрібен тільки один помічник, Бест і Ноубл підкинули монетку, щоб подивитися, хто допоможе Бантінгу першим. Бест переміг і взяв першу зміну. Програш у жеребкуванні виявився для Ноубла невдалим, враховуючи, що Бантінг вирішив зберегти Беста на все літо і врешті-решт поділився половиною своєї Нобелівської премії і частиною кредиту за відкриття інсуліну. Якби Ноубл виграв жеребкування, його кар'єра пішла б іншим шляхом. Маклауд спостерігав за роботою Бантінга, який не мав ніякого досвіду в фізіології, і його кращого помічника. У грудні, коли у Бантінга і Беста виникли труднощі з очищенням панкреатичного екстракту і контролем рівня глюкози, Маклеод призначив в команду біохіміка Джеймса Колліпа. У січні 1922 року, коли Коліп працював над очищенням інсуліну, Бест і Бантінг передчасно ввели свої екстракти підшлункової залози 14-річному Леонарду Томпсону, який страждав важкою алергічною реакцією. Зрештою Колліпу вдалося отримати інсулін у більш чистій, придатній для використання формі. Бантінг, Бест і Колліп поділили патент на інсулін, який вони продали Університету Торонто за один долар.
У 1923 році Нобелівський комітет нагородив Бантінга і Джона Маклеода Нобелівською премією з медицини за відкриття інсуліну, проігнорувавши Беста і Колліпа. Бантінг вирішив розділити половину призових з Бестом. Ключовий внесок Колліпа був визнаний у Нобелівській промові Маклеода, який також віддав половину своїх призових грошей Колліпу.

## Вигадування
- Бантінг Ф. Г., Бест Ч. Г. Внутрішні секрети підшлункової залози, 1922.
- Бест Ч. Г. Життя організму, 1938.
- Бантінг Ф. Г., Бест Ч. Г. Фізіологічні основи медицини, 1939.

## Нагороди та визнання
- 1950 — Медаль Флавеля
- 1967 — Компаньйон Ордена Канади
- 1971 — Орден Кавалерів Пошани
- 1971 — Міжнародна премія Гайрднера
- 1977 — Медаль Срібного ювілею королеви Єлизавети II
- 1994 — введений в Канадський зал медичної слави
- 2004 — введений в Національний зал слави винахідників США
- Командор Ордена Британської імперії
- Золота медаль Старра
- Медаль Бейлі

## Членство в товариствах
Доктор Чарльз Бест отримав 18 почесних ступенів від університетів по всьому світу, включаючи:
- Чиказький університет
- Сорбонна
- Кембриджський університет
- Оксфордський університет
- Амстердамський університет
- Левенський католицький університет
- Льєзький університет
- Чилійський університет
- Республіканський університет
- Національний університет Сан-Маркос
- Університет Мельбурна
- Единбурзький університет
- Північно-Західний університет
- Університет Арістотеля
- Вільний університет Берліна
- Єврейський університет
- Загребський університет
- Торонтський університет

## Дв. також
- Ніколає Паулеску
- Фредерік Бантинг